# The Gift (álbum de Susan Boyle)
The Gift —en español: El regalo— es el segundo álbum de estudio de la cantante escocesa Susan Boyle. Fue lanzado el 8 de noviembre de 2010. Respecto al estilo del álbum, Boyle comentó que está inspirado en la década de 1960, porque le hace sentir en esa época.

## Lista de canciones
| N.º | Título                                              | Escritor(es)                     | Original artist       | Duración |  |
| 1.  | «Perfect Day»                                       | Lou Reed                         | Lou Reed              | 4:28     |  |
| 2.  | «Hallelujah»                                        | Leonard Cohen                    | Leonard Cohen         |          |  |
| 3.  | «Do You Hear What I Hear?» (featuring Amber Stassi) | Noël Regney, Gloria Shayne Baker | Harry Simeone Chorale |          |  |
| 4.  | «Don't Dream It's Over»                             | Neil Finn                        | Crowded House         |          |  |
| 5.  | «The First Noel»                                    | Traditional                      | Christmas carol       |          |  |
| 6.  | «O Holy Night»                                      | Traditional                      | Christmas carol       |          |  |
| 7.  | «Away in a Manger»                                  | Traditional                      | Christmas carol       |          |  |
| 8.  | «Make Me a Channel of Your Peace»                   | Traditional                      | Christian hymn        |          |  |
| 9.  | «Auld Lang Syne»                                    | Robert Burns                     | Folk song             |          |  |
| 10. | «O Come All Ye Faithful»                            | Traditional                      | Christian hymn        |          |  |